# Paul K. Benedict
Paul King Benedict (phồn thể: 白保羅; giản thể: 白保罗; bính âm: Bái Bǎoluó; 5 tháng 7, 1912 – 21 tháng 7, 1997) là một nhà nhân chủng học, chuyên gia sức khỏe tâm thần và ngôn ngữ học người Mỹ chuyên về các ngôn ngữ Đông và Đông Nam Á. Ông nổi tiếng với đề xuất năm 1942 về ngữ hệ  Nam Đảo-Tai và vệ phục dựng tiếng Proto-Hán-Tạng và Proto-Tạng-Miến.  Ông cũng là một bác sĩ tâm thần hành nghề ở khu vực New York trong 20 năm và cũng là người tiên phong trong lĩnh vực tâm lý học tộc người.

## Life and career
Benedict  sinh ra tại Poughkeepsie, New York và tốt nghiệp Trường trung học Poughkeepsie vào năm 1930. Ông theo học Đại học Cornell trước khi chuyển đến Đại học New Mexico, nhận bằng cử nhân nghệ thuật vào năm 1934. Sau đó, ông theo học tại Đại học Harvard và nhận bằng thạc sĩ vào năm 1935, cũng như bằng tiến sĩ nhân chủng học vào năm 1941. Trong quá trình học tập, ông đã đi du lịch đến châu Á và học tại Đại học California trong hai năm.
Sau khi nhận bằng bác sĩ y khoa tại Trường Y New York, ông đảm nhiệm vai trò Trưởng khoa Tâm thần và Giám đốc Trung tâm Chẩn đoán tại Bộ Cải huấn tiểu bang New York State. Một thời gian sau ông công bố các công trình nghiên cứu về sức khỏe tâm thần trong các nền văn hóa khác trước khi chuyển sự chú ý sang lĩnh vực nghiên cứu ngôn ngữ.
Công trình của Benedict về việc phục dựng 
ngôn ngữ Hán-Tạng nguyên thuỷ (Proto-Hán-Tạng) được công bố trong chuyên khảo Sino-Tibetan: A Conspectus. Công trình này là nền tảng cho các nghiên cứu của James Matisoff về Từ điển Từ nguyên và Từ đồng nghĩa Hán-Tạng, bao gồm cả các phục dựng ngôn ngữ Tạng-Miến nguyên thuỷ (Proto-Tạng-Miến). 
Ông qua đời do tai nạn giao thông tại Ormond Beach,  Florida.

## Tác phẩm
- Benedict, Paul K. (1942). "Thai, Kadai, and Indonesian: A new alignment in South-Eastern Asia" American Anthropologist 44.576-601.
- Benedict, Paul K. (1972). Sino-Tibetan: A Conspectus. Cambridge: Cambridge University Press.
- Benedict, Paul K. (1975). Austro-Thai language and culture, with a glossary of roots. New Haven: HRAF Press. ISBN 0-87536-323-7.
- Benedict, Paul K. (1990). Japanese/Austro-Tai. Ann Arbor: Karoma. ISBN 0-89720-078-0.
- Benedict, Paul K. “Remarks on A Comparative Vocabulary of Five Sino-Tibetan Languages, by Ilia Peiros and Sergei A. Starostin.” Mother Tongue 4:151-2.
- Benedict, Paul K., Graham Thurgood, and James A. Matisoff, and David Bradley (eds.). 1985. Linguistics of the Sino-Tibetan area: the state of the art: papers presented to Paul K. Benedict for his 71st birthday. Canberra: Pacific Linguistics.
- Benedict, Paul K. 1997. Special volume dedicated to Dr. Paul K. Benedict on the occasion of his eighty-fifth birthday (Mon-Khmer Studies, vol. 27). Salaya, Thailand: Mahidol University; Dallas, TX: Summer Institute of Linguistics.